# Georg Wolff (Archäologe)
Georg Wolff (* 29. August 1845 in Neuenhain; † 6. November 1929 in Frankfurt am Main) war ein deutscher Gymnasiallehrer und Provinzialrömischer Archäologe. Er gilt als ein Begründer der wissenschaftlichen Limes-Forschung.

## Leben
Georg Wolff war das zweite von sechs Kindern des Neuenhainer Gutsbesitzers Friedrich Wolff und dessen Ehefrau Friedericke geb. Pluns. Er besuchte das Gymnasium in Fulda und studierte an der Ludwig-Maximilians-Universität München und der Philipps-Universität Marburg. 1867 als Wolff 2 im Corps Hasso-Nassovia recipiert, klammerte er zweimal die Erste Charge. Mit einer Doktorarbeit zu Karl dem Großen wurde er 1872 in Marburg zum Dr. phil. promoviert. Ab 1870 war er als Gymnasiallehrer (später mit dem Titel Gymnasialprofessor) tätig, bis 1889 an der Hohen Landesschule in Hanau, danach bis 1910 am Kaiser-Friedrichs-Gymnasium in Frankfurt am Main. Wolff setzte sich für die Zusammenarbeit der deutschen Altertumsvereine ein und war 1900 an der Gründung des Süd- und Westdeutschen Verbandes für Altertumsforschung beteiligt. Als Vertreter der Vereine war er Mitglied und später stellvertretender Leiter der Römisch-Germanischen Kommission des Archäologischen Instituts des Deutschen Reiches und Streckenkommissar der Reichs-Limeskommission. 1901/02 erhielt er ein halbes Reisestipendium des Deutschen Archäologischen Instituts.

## Werk

### Wissenschaftliche Leistung
Die herausragende wissenschaftliche Leistung Wolffs besteht in der Sammlung einer großen Menge Daten über prähistorische, römische und frühmittelalterliche Fundstellen im Rhein-Main-Gebiet und der südlichen Wetterau. Der Grund für diese genaue geographische Eingrenzung ist wahrscheinlich trivial. Die allermeisten Fundstellen, die Wolff bearbeitet hat, lagen in Reichweite seiner Hauptwirkungsstätten Hanau und Frankfurt. Tatsächlich erschien Wolff häufig wandernd mit einer Ledertasche auf Grabungen, in der er weniges notwendiges Vermessungsmaterial bei sich trug. Wegen der Lehrtätigkeit mussten Grabungen am Wochenende oder in den Ferien stattfinden.
Wolff kam als Autodidakt zur Archäologie. Über die Mitgliedschaft im Hanauer Geschichtsverein 1844 war er ab 1879 an den Grabungen Reinhard Suchiers im Gräberfeld des Kastells Alteburg bei Rückingen beteiligt. Er erkannte die Bedeutung der Funde am Limes für die Geschichtsforschung und widmete sich in den folgenden Jahren intensiv den Fundstellen am östlichen Wetterau-Limes. Der Geschichtsverein, dessen Vorsitzender Wolff von 1887 bis 1889 war, besaß neben einer langen archäologischen Tradition auch ein gut funktionierendes Vortragswesen, um die gewonnenen Erkenntnisse weiter zu vermitteln. Wolff trat dort zwischen 1875 und 1919 in 26 der monatlichen Vortragsveranstaltungen als Referent auf.
Gelegentlich wird Georg Wolff die Widerlegung der frühen These eines „Vogelsberg-Limes“ zugeschrieben. Entscheidende Beweise gegen den Vogelsberglimes legte Wolffs Kollege, Gymnasiallehrer Albert Duncker bereits 1880 vor, unterstützt von dem Numismatiker Reinhard Suchier. Duncker musste seine Ansichten noch bis 1886 wiederholt in Schriften verteidigen. Besonders der Berliner Philologe Emil Hübner suchte den Limes östlich des Mains, wurde aber in den 1880er Jahren durch die Funde der Kastelle der Mainlinie (Wörth 1881, Obernburg 1882, Trennfurt 1883 und Stockstadt 1885) endgültig widerlegt. Das Verdienst Wolffs lag darin, Dunckers und Suchiers Arbeit fortzusetzen und viele Kastelle der östlichen Wetterau lokalisiert und ausgegraben zu haben. Sein Interesse galt mehr den Ausgrabungsbefunden als den dabei gemachten Funden, wie die Liste seiner Werke zeigt. Trotz der zur damaligen Zeit noch wenig entwickelten Grabungstechnik bestechen besonders Wolffs Befundbeschreibungen durch Präzision und Klarheit.
Im Auftrag der Reichs-Limeskommission, zuvor des Hanauer Geschichtsvereins veröffentlichte er u. a.: Der römische Grenzwall bei Hanau, Das Kastell und die Erdlager von Heddernheim, Das Kastell Frankfurt am Main, Die südliche Wetterau in vor- und frühgeschichtlicher Zeit und Bonifatius' letzte Fahrt durch die Wetterau. Georg Wolff war auch Ausgräber der Römerstadt Nida und Begründer der Heddernheimer Lokalforschung.
Eingang in die heutige archäologische Forschung hat Wolff vor allem wegen der großen Zahl an Fundstellen gefunden, weshalb etwa sein Werk über die südliche Wetterau noch häufig in neueren siedlungsarchäologischen Werken herangezogen wird. Erst in jüngster Zeit hat sich eine Überlegung Wolffs zur Grenzverschiebung am östlichen Wetteraulimes in trajanischer Zeit durch Neufunde mehrerer Kleinkastelle bei Hanau-Mittelbuchen als richtig erwiesen. Seine Ergebnisse sind aber im Einzelfall wegen eines grundlegenden Wandels der Grabungstechnik zu hinterfragen. Bei der Erforschung römischer Straßen stützte er sich bisweilen auf eine sehr schwache Quellenbasis.

### Wetterauer Brandgräber
Neben der überaus erfolgreichen Forschungstätigkeit hatte Wolff aber auch einen besonderen Misserfolg, der verbunden ist mit den sogenannten Wetterauer Brandgräbern. Bei diesen handelt es sich um eine Gruppe von Grabfunden, vorwiegend aus dem Rhein-Main-Gebiet, die später als Fälschungen erkannt wurden.

## Ehrungen
Wolffs archäologische Leistungen wurden zahlreich gewürdigt. Er erhielt Ehrendoktorwürden (Dr.-Ing. h. c. der Technischen Hochschule Darmstadt und Dr. phil. h. c. der Universität Frankfurt) und Ehrenmitgliedschaften in zahlreichen historischen Vereinen. Der Hanauer Geschichtsverein ernannte ihn zu seinem Ehrenvorsitzenden. Eine Bronzebüste von Georg Wolff, geschaffen von August Bischoff, steht heute im Historischen Museum Hanau. In Hanau-Kesselstadt, wo er das römische Kastell entdeckte, wurde eine Straße nach Wolff benannt. Auch in Frankfurt-Heddernheim, dem römischen Nida, widmete man ihm eine Straße.

## Werke
- Der Ursprung des Gerichts und der Burg Schwarzenfels. In: Mitteilungen des Hanauer Bezirksvereins Heft 5, 1876, S. 45ff.
- Das Römercastell und das Mithrasheiligthum von Gross-Krotzenburg am Main. Die römischen Münzen, Stempel und Graffite. Mit Reinhard Suchier. O. V., o. O., 1882.
- Der römische Grenzwall bei Hanau mit den Kastellen zu Rückingen und Marköbel. Waisenhaus, Hanau 1885.
- Das römische Lager zu Kesselstadt bei Hanau. Kittsteiner, Hanau 1890.
- Das 3. Mithraeum von Heddernheim und seine Skulpturen. Mit Franz Cumont. Lintz, Trier 1894.
- Das Kastell Markoebel. In: Der obergermanisch-raetische Limes des Roemerreiches. Abt. B, Bd. 2.2. Petters, Heidelberg 1896.
- Das Kastell Hofheim. In: Der obergermanisch-raetische Limes des Roemerreiches. Abt. B, Bd. 2.4. Petters, Heidelberg 1897.
- Das Kastell Kesselstadt. In: Der obergermanisch-raetische Limes des Roemerreiches. Abt. B, Bd. 2.3. Petters, Heidelberg 1898.
- Römische Straßen in der Wetterau. O. V., Frankfurt 1900.
- Die Erdbefestigungen von Heldenbergen. In: Der obergermanisch-raetische Limes des Roemerreiches. Abt. B, Bd. 2.3. Petters, Heidelberg 1900.
- Zur Geschichte der römischen Okkupation in der Wetterau und im Maingebiete. In: Nassauische Annalen 32, 1901, S. 1–25
- Das Kastell Okarben. In: Der obergermanisch-raetische Limes des Roemerreiches. Abt. B, Bd. 2.3. Petters, Heidelberg 1902.
- Die Römerstadt Nida bei Heddernheim und ihre Vorgeschichte. Carl Jügel´s Verlag, Frankfurt 1908.
- Über Mithrasdienst und Mithreen. Knauer, Frankfurt 1909.
- Neolithische Brandgräber in der Umgebung von Hanau. O. V., Hanau 1912.
- Das Kastell Rueckingen. In: Der obergermanisch-raetische Limes des Roemerreiches. Abt. B, Bd. 2.2. Petters, Heidelberg 1913.
- Die südliche Wetterau in vor- und frühgeschichtlicher Zeit. Ravenstein, Frankfurt 1913.
- Frankfurt am Main und seine Umgebung. In vor- und frühgeschichtlicher Zeit. - Höchst, Frankfurt, Hanau, Heddernheim, Saalburg, Hendschels Luginsland, Frankfurt am Main, 1913.
- Das Kastell Frankfurt am Main. In: Der obergermanisch-raetische Limes des Roemerreiches. Abt. B, Bd. 2.3. Petters, Heidelberg 1915.
- Das Kastell und die Erdlager von Heddernheim. In: Der obergermanisch-raetische Limes des Roemerreiches. Abt. B, Bd. 2.3. Petters, Heidelberg 1915.
- Die geographischen Voraussetzungen der Chattenfeldzüge des Germanicus. In: Zeitschrift des Vereins für hessische Geschichte und Landeskunde 50, 1917, S. 53–123. Volltext.
- Zur Geschichte des obergermanischen Limes. O.V., Bonn 1917.
- Römisch-germanische Forschung. Mit Friedrich Koepp. De Gruyter, Berlin 1922.
- Über den Ursprung des Gerichts Schwarzenfels. In: Hanauisches Magazin 2. 1922/23. Nr. 10–12.
- Das Kastell Gross-Krotzenburg. In: Der obergermanisch-raetische Limes des Roemerreiches. Abt. B, 2A Nr. 23. Petters, Heidelberg 1903.